# Methuen (Massachusetts)
Methuen ist eine Stadt in Essex County im US-Bundesstaat Massachusetts in den USA. 2020 betrug die Einwohnerzahl 53.059 Personen.

## Demographie
| Bevölkerungsentwicklung | Bevölkerungsentwicklung | Bevölkerungsentwicklung | Bevölkerungsentwicklung | Bevölkerungsentwicklung | Bevölkerungsentwicklung |
| ----------------------- | ----------------------- | ----------------------- | ----------------------- | ----------------------- | ----------------------- |
| Jahr                    | Einwohner               |                         | Jahr                    | Einwohner               |                         |
| 1850                    | 2.538                   | 1940                    | 21.880                  |                         |                         |
| 1860                    | 2.566                   | 1950                    | 24.477                  |                         |                         |
| 1870                    | 2.959                   | 1960                    | 28.114                  |                         |                         |
| 1880                    | 4.392                   | 1970                    | 35.456                  |                         |                         |
| 1890                    | 4.814                   | 1980                    | 36.701                  |                         |                         |
| 1900                    | 7.512                   | 1990                    | 39.990                  |                         |                         |
| 1910                    | 11.448                  | 2000                    | 43.789                  |                         |                         |
| 1920                    | 15.189                  | 2010                    | 47.255                  |                         |                         |
|                         |                         |                         | 2020                    | 53.059                  |                         |

## Verkehr
Die Bahnstrecke Manchester–Lawrence führt durch Methuen. Westlich der Stadt verläuft die Interstate 93.

## Weiteres
In Methuen befindet sich das 1909 fertiggestellte Konzerthaus Methuen Memorial Music Hall. Die Rockband Cave In stammt aus Methuen.
In Methuen befindet sich das Basiliuskloster der Basilianer vom Heiligsten Erlöser. Es ist das einzige Kloster dieses Ordens der Melkitischen Griechisch-katholischen Kirche außerhalb des Libanon.

## Söhne und Töchter der Stadt
- Steve Bedrosian (* 1957), Baseballspieler
- Joseph R. Bodwell (1818–1887), Politiker, im Jahr 1887 Gouverneur von Maine
- Joanne Chory (1955–2024), Pflanzenbiologin
- Elias James Corey (* 1928), Chemiker
- Robert Devaney (* 1948), Mathematiker
- Alphonse Fournier (1893–1961), kanadischer Jurist und Politiker der Liberalen Partei Kanadas
- Joseph Hall (1793–1859), Politiker, zwischen 1833 und 1837 Vertreter von Maine im US-Repräsentantenhaus
- Christopher Lennertz (* 1972), Komponist von Film-, Fernsehserien- und Videospielmusik
- Mel Pollan (* 1931), Jazz- und Studiomusiker
- Robert Rogers (1731–1795), britisch-amerikanischer Offizier im Siebenjährigen nordamerikanischen Krieg
- Regina Salmons (* 1997), Ruderin
- James Michael Shannon (* 1952), Politiker, zwischen 1979 und 1985 Vertreter von Massachusetts im US-Repräsentantenhaus
- Paul Thompson (* 1988), Eishockeyspieler
- Mary Chase Walker (1828–1899), Lehrerin und Frauenrechtlerin
- Alton Welton (1886–1958), Marathonläufer